# 清凉山 (南京)

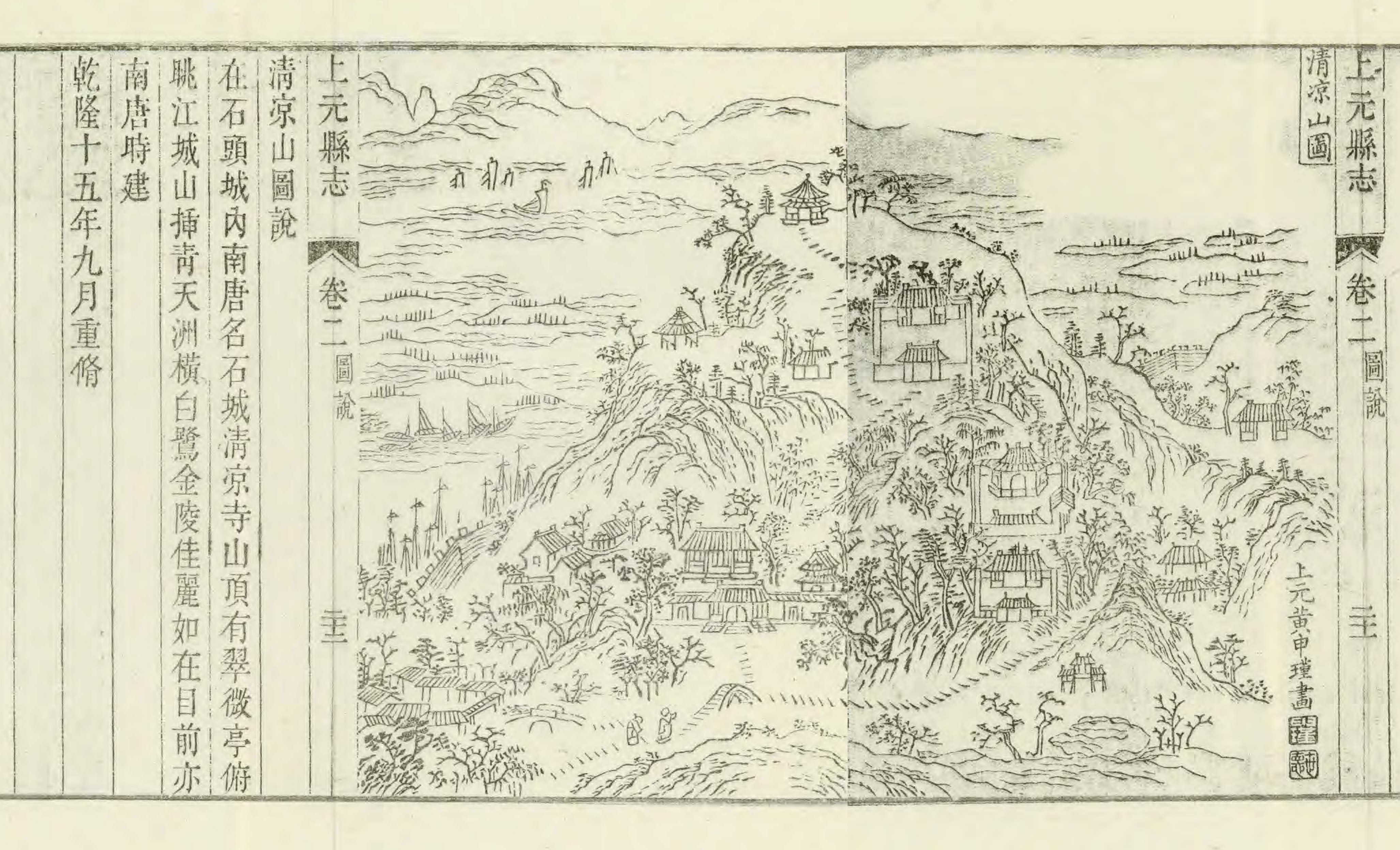
清乾隆十六年（1751）《上元县志》清凉山图。

清凉山是中国南京城西部的一片丘陵山岗，海拔63米多，山势椭圆，蜿蜒伸展于汉中门至定淮门一带。

## 歷史
最初名为石头山、石首山。宋代以前，该山西面的悬岩峭壁紧逼长江，山下南侧是当时的水陆码头，渡江南来的旅客登岸后首先入目的便是这座石头山。前333年，楚威王熊商灭越国，在此埋金以镇“王气”，并筑金陵邑。孙权在此修建石头城，成为江防要塞。五代时，南唐在山中兴建避暑行宫，后改清凉寺，辟为清凉道场，从此改名清凉山，成为金陵名胜之一。
1929年，國民政府首都建設委員會着手建立自来水厂。1933年，首都水厂（今称北河口水厂）建成，是当时首都南京的唯一一座水厂。在清凉山山顶建有水塔，史称清凉山水库。利用清凉山地形标高进行储水、供水，用于调剂市内用水，以补救首都水厂供水不足引起的局部缺水。至1997年停用。
1961年，清凉山辟为公园。文革中遭到破坏。1970年代末，开辟城西干道（后定名为虎踞路）时，为降低路面高度，挖掘山体，切断了清凉山，道路以东部分恢复为清凉山公园，山上有清凉寺、扫叶楼、还阳井、崇正书院、翠微亭、驻马坡（相传诸葛亮在此留下“钟阜龙蟠，石城虎踞，真帝王之宅也”的名言）等古迹。清凉寺旧藏“三绝”，即董羽画龙，李后主八分书和李霄远的草书。道路以西清凉山西部的鬼脸城（包括其南北的悬崖峭壁和一段明代城墙）被分割开来。2007年，市政协委员于化亭建议，把石头城和清凉山再连接起来，成为南京城西一个完整的的旅游景点，这一段虎踞路则改建为隧道，也可根除虎踞路两侧的山体滑坡隐患。2013年底，随着虎踞路改造工程的完工，清凉山通道也同时竣工。清凉山与鬼脸城再次连接在一起。
1998年在清凉山地区发现的城池遗址，被确认为石头城。2009年至2021年期间，对此座遗址进行了十余年的考古发掘。参与考古发掘的专家提出整合国防园、石头城公园、清凉山公园，兴建石头城考古遗址公园的提议，得到政府层面支持。此后，依托清凉山山顶的首都水厂遗迹兴建的石头城遗址博物馆，是石头城考古遗址公园规划的一部分。2023年7月，南京市人民政府下属的规划和自然资源局联合南京城墙保护管理中心，面向全球征集石头城遗址博物馆入口设计方案。

## 交通

### 公共汽车
| 清凉山公园 | 清凉山公园           | 清凉山公园 | 清凉山公园       | 清凉山公园       |
| 编号       | 路线                 | 路线       | 路线             | 备注             |
| ---------- | -------------------- | ---------- | ---------------- | ---------------- |
| Y6         | 富贵山               | ⇆          | 清凉山公园       | 原 806（第一代） |
| 6          | 万寿停车场           | ⇆          | 清凉山公园       |                  |
| 20         | 莫愁湖公园西门       | →          | 明孝陵停车场     |                  |
| 20         | 莫愁新寓             | ←          | 明孝陵停车场     |                  |
| 20高峰区间 | 莫愁湖公园西门       | →          | 鼓楼公园         |                  |
| 20高峰区间 | 莫愁新寓             | ←          | 鼓楼公园         |                  |
| 20区间     | 莫愁湖公园西门       | →          | 白马公园         |                  |
| 20区间     | 莫愁新寓             | ←          | 白马公园         |                  |
| 43         | 双桥门东             | ⇆          | 龙江新城市广场南 |                  |
| 60         | 汇景西路             | →          | 育才公寓         |                  |
| 60         | 汇康路               | ←          | 育才公寓         |                  |
| 91         | 郑和南路             | ⇆          | 白马公园         |                  |
| 160        | 邺城路·新亭街        | →          | 红庙             |                  |
| 160        | 新亭街·邺城路        | ←          | 红庙             |                  |
| 303        | 中央门西             | ⇆          | 万达广场南       |                  |
| 317        | 清江南路（越洋国际） | ⇆          | 西街             |                  |
| 532        | 北外滩水城总站       | ⇆          | 红庙             | 原 132           |
| 552敬老线  | 江心洲总站           | ⇆          | 鼓楼公园         | 原 152           |

### 地铁（建设中）
南京地铁7号线清凉山站建设中、 █ 13号线规划中